# Торпусман, Рахель
Рахель Торпусман (род. 1970, г. Реутов Московской области, СССР) — израильский филолог и переводчик советского происхождения. Дочь филолога Абрама Торпусмана, научного редактора Краткой еврейской энциклопедии.
Участвовала в сионистской культурной деятельности в Москве. Вместе с семьей репатриировалась из СССР в 1988 году. Живёт в Иерусалиме.
В 1994 г. окончила Еврейский университет в Иерусалиме по специальности «Лингвистика и античная филология».
Переводит поэзию с латыни, английского, французского, иврита, идиша и других языков на русский язык. Переводит также на иврит.

## Переводы
- Из Катулла
- Лея Гольдберг Я ухожу корнями в две страны[2]
- Из Ури Цви Гринберга — лауреат трех фестивалей памяти поэта[3]
- Из Элиягу Бахура (XVI век)
- Из Шекспира, Байрона, Верлена
- Поэма Ицика Фефера «Я еврей»
- В её переводе на иврит вышла книга Леонида Филатова «Сказка про Федота-стрельца» (2017)

## Участие в изданиях
- Яаков Хисдай. Смутное время: Израиль после 1973 года / Ред. А. Торпусман; Пер. Р. Торпусман. — Иерусалим: Филобиблон, 2003.
- Перевод на русский язык еврейских песен для альбома Ителлы Мастбаум «Мелодия и образ». — Иерусалим: Филобиблон, 2003.
- Поэтические сборники «Хевронские пейзажи» и «Хевронские пейзажи-2». — Кирьят-Арба, 2004.
- Антология «Век перевода». — М.: Водолей Publishers, 2005; т. 2, 2006.
- Альфред Теннисон. Волшебница Шалотт и другие стихотворения. — М.: Текст, 2007.
- Нелли Воскобойник. Очень маленькие трагедии. — Иерусалим: Rachel Torpusman, 2017.
- Нелли Воскобойник. Коробочка монпансье. — Иерусалим: Rachel Torpusman, 2018.

## Книги
- Катулл. 33 стихотворения / Перевод Р. Торпусман. — Иерусалим: Филобиблон, 2001; 2-е издание — 2010.
- Переводы плюс. — М.: Издатель И. Б. Белый, 2015.
- Типология Афанасьева, или Синтаксис личности. — М.: Издатель И. Б. Белый, 2016.
- Леонид Филатов, «Сказка про Федота-стрельца» Перевод Р. Торпусман — 2017